# Vinařství Volařík

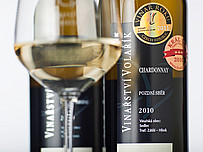
Vína z Vinařství Volařík

Vinařství Volařík je rodinné vinařství, jehož vinice náleží do Mikulovské vinařské podoblasti. Na trh vstoupilo v roce 2007, ale navazuje na mnohem starší rodinné tradice. Za dobu své existence získalo řadu ocenění.

## Historie
Zakladatel rodinné tradice Leopold Volařík přišel do Dolních Dunajovic krátce po konci druhé světové války v rámci osídlování pohraničí po vysídlených Němcích. Získal vinice zabavené rodině Schultzových, německých starousedlíků. Ti před nuceným vysídlením ještě nějaký čas zůstávali na místě, pomáhali Leopoldu Volaříkovi obdělávat půdu a naučili ho základům vinařství. Kolektivizace po nástupu komunistů k moci znamenala i pro Volaříkovy nucený vstup do JZD s veškerými pozemky a vybavením. Ponechat si směli pouhých 10 arů pro soukromou potřebu. 
Majetek Volaříkovi získali zpět až v restitucích po sametové revoluci. Navázali na rodinnou tradici vinařství a vinohradnictví rozšířením výměry svých vinohradů, další mladé vinice založili roku 2001 a poslední v roce 2008.

## Současnost
Zakladatelem současného Vinařství Volařík, které vstoupilo na trh pod tímto označením v roce 2007, je Ing. Miroslav Volařík. Vinařství nyní obhospodařuje v integrované produkci 80 ha vlastních vinic, z toho 4,2 ha v režimu ekologického zemědělství. Vyrábí přívlastková vína, zejména bílá. Pěstuje celou řadu odrůd, především Ryzlink vlašský, Ryzlink rýnský, Veltlínské zelené, Pálavu a Rulandské bílé.
Všechny vinice jsou obhospodařovány v integrované produkci, kdy výnos na 1 keř nepřekračuje 2 kg. Již při řezu se výnos redukuje – keř je stříhán na 1 tažeň, který nemá více než 7 oček. Při dozrávání není réva zatížena velkým počtem hroznů a v průběhu vegetace jsou letorosty silnější, vyzrálejší a jsou schopny lépe zásobovat hrozny živinami. Hrozny jsou sbírány výhradně ručně. 
Vinařství je od roku 2011 členem Aliance vinařů V8 – vinařství, jež se spojila s cílem společné podpory výroby a propagace moravských vín. Dokázalo se v krátké době prosadit mezi producenty nejkvalitnějšího vína v České republice a sklízí úspěchy na tuzemských i zahraničních soutěžích. Mezi nejprestižnější ocenění v České republice patří Champion Valtických vinných trhů (vinařství jej získalo v letech 2011, 2013, 2014), Král vín za nejlepší kolekci (2010, 2011, 2012, 2014, 2015 a 2016) a Vinař roku (zlatý v roce 2011 a 2014, stříbrný v roce 2016). Vinařství má pravidelně vína v Salonu vín České republiky, který představuje vždy 100 nejlepších vín pro daný rok. V roce 2017 má v Salonu vín rekordních šest vín, tedy každé šestnácté víno je z Vinařství Volařík. Mělo také nejlepší kolekci vín v soutěži TOP 77 nebo v mezinárodní soutěži růžových vín Jarovín.